# Wim De Ridder
Wim De Ridder (1963), beter bekend als Wimmeke Punk, is een Belgische muzikant, bekend van onder andere The Wolf Banes.

## Levensloop
Hij begon zijn muzikale carrière toen hij in het laatste jaar aan het Atheneum zat in 1981 bij een groepje dat hij had leren kennen in een café in Lier. Aanvankelijk kwam hij als slaggitarist naar de eerste repetitie, maar bleek op die positie de concurrentie te hebben van een bassist en twee gitaristen. Al snel werd hij dan ook "gepromoveerd" tot de man achter de microfoon. In 1982 nam de band deel aan Humo's Rock Rally onder de naam Chant en haalde de finale. Aan het bestaan van de band kwam echter een einde met het begin van zijn legerdienst.
Na zijn dienstplicht richtte hij The Wolf Banes op, wederom met een aantal artiesten die hij had leren kennen in het Lierse nachtleven. Enkel Dirk Schuermans had ook bij Chant gespeeld. De band debuteerde in 1986 met de single Now Listen Honey! ('86) en voerde eind jaren tachtig, begin jaren negentig meermaals De Afrekening aan met punky liedjes als Where's the Party ('89) , Miles Away from Here ('91) en As the Bottle Runs Dry ('88). De groep bracht in deze periode drie albums uit, met name Where's the Party ('89), High Five ('91 en Suite 16 ('93).
In datzelfde jaar ('93) splitte de band en ging Wim de Ridder solo verder (met gitarist Pieter Vreede op bas, Steven Janssens op gitaar en River Felix op drums). Zo bracht hij in 1995 onder het pseudoniem Whim Punk de single Tommyknockers uit, een jaar later volgde Temple Bellona, in 1998 The Invisible Man en in 1999 ten slotte Sleepin' Dog (de laatste twee als Wim Punk & The Mighty Vox). Daarnaast verscheen er één album Whim Punk in 1995.
In 2010 nam hij met The Wolf Banes een nieuw titelloos album op, waarop zijn nichtje Eva De Roovere achtergrondzangeres was. Vier jaar eerder hadden ze een eerste maal samengewerkt op De Rooveres album De Jager (2006), waarop hij de achtergrondzangpartij verzorgde. Daarnaast is hij, samen met drummer Wim Aerts, de bezieler van De Marvas. Met deze band brengen ze een mix van punk en kleinkunst met een snuifje folk. De groep bracht tot op heden één album uit: Populair! (2008). Ook op dit album is Eva De Roovere te horen. 
Ten slotte is hij ook lid van The Belpop Bastards, een groep die geen nieuwe nummers uitbrengt, maar speelt uit eigen werk en dat van andere Belpop-groepen. Naast zijn muzikale bezigheden werkt hij in een tuinbouwbedrijf waar hij selderij trekt.

## Discografie

### Albums
- The Wolf Banes - Where is the Party (1989)
- The Wolf Banes - High Five (1991)
- The Wolf Banes - Suite 16 (1993)
- Whim Punk - Whim Punk (1995)
- Eva De Roovere - De Jager (2006)
- De Marvas - Populair! (2008)
- The Wolf Banes - The Wolf Banes (2010)

### Singles
- The Wolf Banes - Now Listen Honey! (1986)
- The Wolf Banes - Sally (1987)
- The Wolf Banes - As the Bottle Runs Dry (1988)
- The Wolf Banes - Together with You (1989)
- The Wolf Banes - Where Is the Party (1989)
- The Wolf Banes - Out on Me (1990)
- The Wolf Banes - James (1991)
- The Wolf Banes - Let's Make Luv (1991)
- The Wolf Banes - Miles from Here (1991)
- The Wolf Banes - China (1992)
- The Wolf Banes - The Clown (1992)
- The Wolf Banes - Eventually (1993)
- The Wolf Banes - You Can't Heat the Ceiling (1993)
- The Wolf Banes - This Mean Machine (1993)
- Whim Punk - Tommyknockers (1995)
- Whim Punk - Temple Bellona (1996)
- Wim Punk & The Mighty Vox - The Invisible Man (1998)
- Wim Punk & The Mighty Vox - Sleepin' Dog (1999)